# 혐기성 소화
혐기성 소화는 무산소 상태에서 미생물에 의한 생분해성 유기물이 분해되는 과정을 뜻한다. 혐기성 소화는 습지, 호수, 바다의 침전물 등 자연 환경 또는 동물의 생체 내부 등 생태계에서도 널리 일어나는 현상이다. 쓰레기나 하수처리 또는 연료 생산을 위해 인위적으로 혐기성 소화 과정을 활용하기도 한다.
유기물질의 혐기성 소화 과정은 가수분해, 산생성, 초산생성, 메탄생성 등 네 가지 단계의 연속적인 작용으로 진행된다. 혐기성 분해를 통해 에너지를 갖는 유기물 또는 가스상 물질로 나타난다.
소화 과정은 투입 물질의 박테리아 가수분해로 시작된다. 탄수화물과 같은 불용성 유기 중합체는 다른 박테리아가 이용할 수 있는 가용성 유도체로 분해된다. 그런 다음 산성 박테리아는 당과 아미노산을 이산화탄소, 수소, 암모니아 및 유기산으로 전환한다. 아세트산생성에서 박테리아는 생성된 유기산을 아세트산으로 전환하고 다른 화합물 중에서 추가적인 암모니아, 수소 및 이산화탄소를 변환한다. 마지막으로 메탄생성물질은 이들 생성물을 메탄과 이산화탄소로 전환시킨다. 메탄 생성 고세균 개체군은 혐기성 폐수 처리에 없어서는 안 될 역할을 한다.
혐기성 소화는 생분해성 폐기물 및 하수 슬러지를 처리하는 공정의 일부로 사용된다. 통합 폐기물 관리 시스템의 일부인 혐기성 소화는 매립 가스가 대기로 배출되는 것을 줄인다. 혐기성 소화조에는 옥수수와 같은 목적에 맞게 재배된 에너지 작물을 공급할 수도 있다.
혐기성 소화는 재생 에너지원으로 널리 사용된다. 이 공정에서는 메탄, 이산화탄소 및 미량의 기타 '오염' 가스로 구성된 바이오가스를 생성한다. 이 바이오가스는 열병합 가스 엔진에서 연료로 직접 사용하거나 천연가스 품질의 바이오메탄으로 업그레이드할 수 있다. 또한 생산된 영양이 풍부한 소화액은 비료로 사용될 수 있다.
폐기물을 자원으로 재사용하고 자본 비용을 낮추는 새로운 기술 접근 방식으로 인해 최근 몇 년간 혐기성 소화는 영국, 독일 등 여러 국가의 정부에서 주목을 받았다.

## 같이 보기
- 바이오가스